# Megacanthaspis
Megacanthaspis är ett släkte av insekter. Megacanthaspis ingår i familjen pansarsköldlöss.
Kladogram enligt Catalogue of Life:
| Megacanthaspis | \| \| Megacanthaspis actinodaphnes \| \| \| \| \| \| Megacanthaspis langtangana \| \| \| \| \| \| Megacanthaspis leucaspis \| \| \| \| \| \| Megacanthaspis litseae \| \| \| \| \| \| Megacanthaspis phoebia \| \| \| \| |
|                | \| \| Megacanthaspis actinodaphnes \| \| \| \| \| \| Megacanthaspis langtangana \| \| \| \| \| \| Megacanthaspis leucaspis \| \| \| \| \| \| Megacanthaspis litseae \| \| \| \| \| \| Megacanthaspis phoebia \| \| \| \| |
|                | Megacanthaspis actinodaphnes |
|                | |
|                | Megacanthaspis langtangana |
|                | |
|                | Megacanthaspis leucaspis |
|                | |
|                | Megacanthaspis litseae |
|                | |
|                | Megacanthaspis phoebia |
|                | |